# Azospirillum
Genre
Azospirillum est un genre de protéobactéries de la famille des Rhodospirillaceae, qui comprend une quinzaine d'espèces.
Ce sont des bactéries à Gram négatif, microaérophiles, non fermentaires et fixatrices de l'azote, qui colonisent la rhizosphère des graminées.Ces bactéries stimulent la croissance des plantes par divers mécanismes, en particulier en synthétisant des hormones végétales (auxines).
L'ingénieur agronome brésilienne Johanna Döbereiner y consacre ses recherches qui auront un impact majeur sur l'agriculture brésilienne. Azospirillum doebereinerae est nommée en son honneur.

## Liste d'espèces
Selon Catalogue of Life (15 décembre 2017) :
- Azospirillum amazonense Magalhaes & al., 1984
- Azospirillum brasilense Tarrand & al., 1979
- Azospirillum canadense Mehnaz & al., 2007
- Azospirillum doebereinerae Eckert & al., 2001
- Azospirillum formosense Lin & al., 2012
- Azospirillum halopraeferens Reinhold & al., 1987
- Azospirillum irakense Khammas & al., 1991
- Azospirillum largimobile (Skerman & al., 1983) Ben Dekhil & al., 1997
- Azospirillum lipoferum (Beijerinck, 1925) Tarrand & al., 1979
- Azospirillum melinis Peng & al., 2006
- Azospirillum oryzae Xie & Yokota, 2005
- Azospirillum picis Lin & al., 2009
- Azospirillum rugosum Young & al., 2008
- Azospirillum thiophilum Lavrinenko & al., 2010
- Azospirillum zeae Mehnaz & al., 2007